# Stamatios Nikolopoulos
Stamatios Nikolopoulos (griechisch Σταμάτιος Νικολόπουλος, * vor 1896) war ein griechischer Radrennfahrer.

## Leben und Karriere
Der für den Podilatikos Syllogos Athinon startende Nikolopoulos nahm für Griechenland an den Olympischen Sommerspielen 1896 in Athen teil. Er startete im Velodrom Neo Faliro in den Disziplinen Fliegerrennen über 333 ⅓ sowie über 2000 Meter. Dabei wurde er jeweils nur knapp vom Franzosen Paul Masson geschlagen und belegte in beiden Disziplinen den zweiten Rang.